# Geometria do Antigo Egito
A geometria do Antigo Egito desenvolveu-se ao longo de milênios. Os egípcios eram capazes de calcular a área de um círculo segundo o comprimento de seu diâmetro. Isso foi feito pela quadratura de oito nonos do comprimento do diâmetro o que dá um valor aproximado para pi de 3,16. Com seu conhecimento de área, também foram capazes de calcular o volume do cilindro e da pirâmide, mesmo quando truncada. Isso foi novamente alcançado com vários cálculos menores, que, embora carecessem de fórmulas, eram corretos.

#### Introdução
A Geometria no Antigo Egito não era apenas uma ciência abstrata, mas uma ferramenta essencial para a civilização. O desbordamento anual do Nilo, que apagava as fronteiras entre as terras, exigia um conhecimento aprimorado em medir e delinear novamente as divisas das propriedades, originando assim uma necessidade prática que impulsionou o desenvolvimento da geometria.

#### Desenvolvimento da Geometria
Os egípcios desenvolveram técnicas avançadas para a medição de terras, empregando cordas para medir distâncias e ângulos, e estabelecendo unidades de medida. Na construção de pirâmides e monumentos, aplicavam princípios geométricos para alcançar precisão e simetria extraordinárias. Além disso, a observação dos astros contribuiu para o desenvolvimento de um calendário solar preciso, fundamental para a agricultura e religião.

#### Principais Contribuições
Através de documentos como o Papiro de Moscou e o Papiro Rhind, sabemos que os egípcios lidaram com problemas que envolviam cálculo de áreas e volumes, incluindo fórmulas para o cálculo da área de círculos, que se aproximavam do conceito de π. Eles também entenderam a importância das proporções na criação de estruturas estáveis e esteticamente agradáveis.

#### Legado e Influência
A geometria egípcia exerceu grande influência sobre matemáticos gregos, como Tales de Mileto e Pitágoras, que estudaram no Egito e levaram esse conhecimento para a Grécia. Essas contribuições egípcias formaram a base sobre a qual a geometria grega se desenvolveu, levando eventualmente à criação de um sistema geométrico dedutivo por Euclides, que ainda é a espinha dorsal da geometria moderna.

### Conclusão
A Geometria do Antigo Egito, embora prática em sua essência, estabeleceu os alicerces para o avanço matemático em culturas subsequentes. Sua abordagem aplicada à resolução de problemas reais e sua capacidade de integrar a matemática à vida cotidiana e aos grandiosos projetos arquitetônicos são testemunhos da engenhosidade e do espírito inovador dos egípcios. O legado dessa civilização na matemática é um lembrete do papel fundamental que a geometria desempenha na compreensão e na manipulação do mundo físico ao nosso redor.